# Аполима
Аполима (англ. Apolima) — самый маленький (как по площади, так и по населению) из населенных островов Западного Самоа. Население Аполима составляет 75 человек (2006) и сосредоточено в деревне Аполима Таи, расположенной на северном побережье острова. Остров Аполима, находящийся в одноименном проливе, входит в округ Аига-и-ле-Таи. Недалеко от Аполима расположен более крупный остров Маноно. Административно остров Аполима относится округу Аига-и-ле-Таи.